# Gardaland
Gardaland je največji zabaviščni park v Italiji in se nahaja blizu Verone ob Gardskem jezeru. Vključuje Gardaland park, Gardaland tematski akvarij Sea-life, Gardaland Hotel in Gardaland Adventure Hotel. Sam tematski park se razprostira na 200.000 m2, skupaj z ostalimi objekti pa zajema 445,000 m2.

## Zgodovina
Veronski podjetnik Livio Furini je v 70. letih, po obisku Disneylanda v Kaliforniji, dobil idejo za nastanek Gardalanda. Nekaj let kasneje, 19. 7. 1975, so odprli zabaviščni park Gardaland. Leta 1984 je prvič sprejel več kot 1 milijon obiskovalcev, do sedaj pa ga je obiskalo več kot 80.000.000 ljudi. Leta 2004 je park dobil enega izmed najpomembnejših dodatkov, Gardaland Hotel in tako postal prvi italijanski zabaviščni park, ki ima svoj tematski hotel. Leta 2005 je bil v ameriški poslovni reviji Forbes označen kot peti najboljši zabaviščni park na svetu. Leta 2006 pa je postal del podjetja Merlin Entertainments (največje evropsko podjetje, ki se ukvarja z zabaviščnim sektorjem). Leta 2008 so parku in hotelu dodali še tematski akvarij Sea life in tematski hotel Gardaland Adventure Hotel. V Gardaland objektih je danes polno zaposlenih 200 ljudi, 1.500 pa je sezonskih delavcev.

## Atrakcije
V Gardaland parku je 32 različnih atrakcij. Delijo jih na fantazijske (19), pustolovske (7) in adrenalinske (6).
| Fantazijske atrakcije    | Pustolovske atrakcije               | Adrenalinske atrakcije  |
| Foresta Incantata        | I Corsari: la Vendetta del Fantasma | Shaman                  |
| Peppa Pig Land           | San Andreas 4-D Experience          | Oblivion The Black Hole |
| Kung Fu Panda Academy    | Mammut                              | Raptor                  |
| Prezzemolo Land          | Fuga da Atlantide                   | Blue Tornado            |
| L’Albero di Prezzemolo   | Jungle Rapids                       | Space Vertigo           |
| Doremifarm               | Colorado Boat                       | Magic House             |
| Baby Pilota              | Ramses: Il Risveglio                |                         |
| Baby Corsaro             |                                     |                         |
| Funny Express            |                                     |                         |
| Prezzemolo Magic Village |                                     |                         |
| Flying Island            |                                     |                         |
| Transgardaland Express   |                                     |                         |
| Giostra Cavalli          |                                     |                         |
| Ortobruco Tour           |                                     |                         |
| Monorotaia               |                                     |                         |
| Superbaby Baby Cavalli   |                                     |                         |
| Peter Pan                |                                     |                         |
| Baby Canoe               |                                     |                         |
| Baby Cavalli             |                                     |                         |

## Novosti
V letu 2019 bo Gardaland dobil veliko novih atrakcij (vlakec, tematski gozd, tematski hotel, nove predstave in nove like), ki bodo nosile magično noto. 

### Gardaland Magic Hotel (Gardaland čarobni hotel)
Od 31. 5. 2019 bo na voljo nov tematski park s štirimi zvezdicami. Gardaland Magic Hotel ima 128 tematskih sob, ki združuje tri čarobne svetove; začarani gozd (Enchanted Forest), čarobni ledeni dvorec (Magic Ice Castle) in čarovnikovo hišo (Wizard House).

### The Enchanted Forest (Začarani gozd)
Ideja začaranega gozda je, da obiskovalci pomagajo čarovniku Gardalanda, da prekine urok in ustavi zlobno čarovnico, ki želi začarati gozd in njegove prebivalce v kamen. Gozd bo sestavljen iz čarobnih rastlin in fantazijskih bitij.  

### Drugo
Sequoia Magic Loop je nov vlakec, ki pelje 30 metrov visoko in dela obrate za 180°. Prirejali bodo nove predstave s posebnimi učinki, akrobacijami in plesnimi točkami. Predstava Broadway bo zajemala nove scene, skladbe in pesmi.  